# Manoppello
Manoppello is een gemeente in de Italiaanse provincie Pescara (regio Abruzzen) en telt 6772 inwoners (2022). De oppervlakte bedraagt 39,5 km², de bevolkingsdichtheid is 144 inwoners per km².
De volgende frazioni maken deel uit van de gemeente: Manoppello Scalo, Ripacorbaria, Santa Maria Arabona.

## Demografie
Manoppello telt ongeveer 2238 huishoudens. Het aantal inwoners steeg in de periode 1991-2001 met 1,3% volgens cijfers uit de tienjaarlijkse volkstellingen van ISTAT.
| Jaar | Inwoneraantal |
| ---- | ------------- |
| 1991 | 5566          |
| 2001 | 5637          |

## Geografie
De gemeente ligt op ongeveer 217 m boven zeeniveau.
Manoppello grenst aan de volgende gemeenten: Alanno, Casalincontrada (CH), Chieti (CH), Lettomanoppello, Rosciano, Serramonacesca, Turrivalignani.

## Bezienswaardigheden
In Manoppello bevindt zich een basiliek met daarin het Heilige gelaat van Manoppello.
Abbateggio · Alanno · Bolognano · Brittoli · Bussi sul Tirino · Cappelle sul Tavo · Caramanico Terme · Carpineto della Nora · Castiglione a Casauria · Catignano · Cepagatti · Città Sant'Angelo · Civitaquana · Civitella Casanova · Collecorvino · Corvara · Cugnoli · Elice · Farindola · Lettomanoppello · Loreto Aprutino · Manoppello · Montebello di Bertona · Montesilvano · Moscufo · Nocciano · Penne · Pescara · Pescosansonesco · Pianella · Picciano · Pietranico · Popoli · Roccamorice · Rosciano · Salle · San Valentino in Abruzzo Citeriore · Sant'Eufemia a Maiella · Scafa · Serramonacesca · Spoltore · Tocco da Casauria · Torre de' Passeri · Turrivalignani · Vicoli · Villa Celiera
1. ↑  https://demo.istat.it/?l=it.